# Canadian Open 1985
Die Canada Open 1985 im Badminton fanden vom 30. Oktober bis zum 2. November 1985 in Ottawa, statt.

## Finalresultate
| Disziplin    | Sieger                             | Finalist                          | Ergebnis           |
| ------------ | ---------------------------------- | --------------------------------- | ------------------ |
| Herreneinzel | Jens Peter Nierhoff                | Ib Frederiksen                    | 15:6, 15:2         |
| Dameneinzel  | Claire Backhouse                   | Linda Cloutier                    | 11:8, 11:8         |
| Herrendoppel | Jens Peter Nierhoff Henrik Svarrer | Billy Gilliland Dan Travers       | 15:12, 15:11       |
| Damendoppel  | Johanne Falardeau Denyse Julien    | Sandra Skillings Claire Backhouse | 15:7, 14:17, 18:16 |
| Mixed        | Billy Gilliland Nora Perry         | Jesper Helledie Johanne Falardeau | 15:6, 15:9         |